# Phân tích As bằng phương pháp AAS
Phương pháp AAS được viết tắt từ phương pháp phổ hấp thu nguyên tử (Atomic Absorption Spectrophotometric). Các nguyên tử ở trạng thái bình thường thì chúng không hấp thu hay bức xạ năng lượng nhưng khi chúng ở trạng thái tự do dưới dạng những đám hơi nguyên tử thì chúng hấp thu và bức xạ năng lượng. Mỗi nguyên tử chỉ hấp thu những bức xạ nhất định tương ứng với những bức xạ mà chúng có thể phát ra trong quá trình phát xạ của chúng. Khi nguyên tử nhận năng lượng chúng chuyển lên mức năng lượng cao hơn gọi là trạng thái kích thích. Quá trình đó gọi là quá trình hấp thu năng lượng của nguyên tử tự do ở trạng thái hơi và tạo ra phổ của nguyên tử đó. Phổ sinh ra trong quá trình này gọi là phổ hấp thu nguyên tử.
Do As và hợp chất của nó có nhiệt độ nóng chảy và nhiệt độ sôi thấp nên ta thường chọn hệ thống nguyên tử hóa mẫu bằng phương pháp ngọn lửa đèn khí Ar-H2¬ có nhiệt độ nguyên tử hóa mẫu khoảng 3700 độ C, với độ nhạy cao khoảng 0.5 µg/ml, giới hạn phát hiện 0.2 µg/ml, khoảng xác định 1-50 µg/ml.

## Các bước chuẩn bị phân tích bằng AAS
Chuẩn bị:
- Hệ thống đèn phát ra nguồn sáng hấp thu
- Hệ thống nguyên tử hóa mẫu
- Hệ thống gương lọc sắc
- Bộ đơn sắc
- Bộ phát hiện
- Computer
- Dung dịch mẫu

## Chuẩn bị dung dịch mẫu
- Lấy mẫu:

Mẫu nước giếng được lấy và được bảo quản trong bình định mức bằng thủy tinh đã được rửa bằng HCl 2M, được đậy kín tránh để mẫu tiếp xúc với oxy không khí tạo ra kết tủa FeAsO4 và các hợp chất bay hơi, các ion kim loại ảnh hưởng trong suốt quá trình bảo quản và xử lý mẫu khác ảnh hưởng đến kết quả phân tích.
- Bảo quản mẫu:

Mẫu được bảo quản ngay sau khi lấy mẫu bằng cách axít hóa mẫu phân tích bằng dung dịch HNO3 đậm đặc đến pH<2 mục đích là để hòa tan các hợp chất khó tan của mẫu như As2O3 về dạng tan H3AsO3 hay H3AsO4, thuận tiện trong quá trình bảo quản mẫu. Mẫu được bảo quản trong tủ giữ mẫu.
- Xử lý mẫu:

Do mẫu có chứa những phần tử lơ lững hoặc các hợp chất hữu cơ do đó cần phải được xử lý trước khi phân tích gồm: lọc mẫu, axít hóa bằng HNO3 đến pH<2 rồi đem đo trên phép đo AAS. Nếu mẫu có chứa các hợp chất khó tan của kim loại cần phân tích thì ta cần phá mẫu trước khi lọc nhằm đảm bảo kết quả phân tích.

## Thiết bị và quy trình phân tích bằng AAS